# Burhan Bozkurt
Burhan Bozkurt (* 14. April 1936; † 2013 in Elsenfeld, Landkreis Miltenberg, Deutschland) war ein türkischer Ringer. Er gewann bei Weltmeisterschaften im Ringen, griechisch-römischer Stil, zwei Bronzemedaillen.

## Werdegang
Burhan Bozkurt soll nach einer anderen Quelle bereits am 20. August 1934 in Istanbul geboren  sein. Mit 15 Jahren begann er beim Sportclub Kasimpascha Istanbul mit dem Ringen. Er bevorzugte den griechisch-römischen Stil, rang aber vereinzelt auch im freien Stil. Er erlernte den Beruf eines Elektroschweißers. Außerdem war er schon in jungen Jahren ein begabter Musiker, der sogar im türkischen Rundfunk auftrat. 1955 wurde er erstmals türkischer Meister im Ringen im Fliegengewicht (griech.-röm. Stil). Im Laufe seiner Karriere wurde er insgesamt elfmal türkischer Meister in beiden Stilarten. Seine Hauptkonkurrenten in der Türkei waren Ahmet Bilek, Hüseyin Akbaş und Ali Egribas, gegen die durchzusetzen er es sehr schwer hatte.
Die Qualifikation für die Olympischen Spiele 1956 in Melbourne verpasste Burhan Bozkurt, weil er kurz vor den entscheidenden Auswahlkämpfen einen Rippenbruch erlitt. Danach heuerte er bei der türkischen Handelsmarine an und konnte deshalb kaum mehr trainieren. 1958 ging er in die Vereinigten Staaten und arbeitete als Fensterputzer in New York. Er begann dort wieder mit dem Ringen und trat 1959 erstmals auf der internationalen Ringermatte in Erscheinung, als er bei den Balkanspielen 1959, die in Rumänien stattfanden, im freien Stil im Fliegengewicht den 1. Platz belegte. Danach arbeitete er wieder in New York. 1960 wollte er mit einem Ozeanschiff zurück in die Türkei reisen, um sich für die Olympischen Spiele 1960 in Rom zu qualifizieren. Das Schiff erlitt jedoch eine Havarie, so dass er nicht mehr rechtzeitig in die Türkei zurückkam. Auch an den Olympischen Spielen 1960 in Rom konnte er deshalb nicht teilnehmen.   
Im Jahre 1961 startete er bei der Weltmeisterschaft in Yokohama im griechisch-römischen Stil und gewann dort mit drei Siegen eine Bronzemedaille im Fliegengewicht. Den gleichen Erfolg erzielte er auch bei der Weltmeisterschaft 1962 in Toledo (Ohio). Im Jahre 1964 wurde er auch bei den Olympischen Spielen in Tokio im Fliegengewicht eingesetzt. Im griech.-röm. Stil kam er dort aber nur zu einem Sieg und landete auf dem 8. Platz.
Im Jahre 1961 ging Burhan Bozkurt in die Bundesrepublik Deutschland, rang dort für den KV Untertürkheim und arbeitete am Fließband bei Daimler-Benz. Schon nach einem Jahr wechselte er zum SV Einigkeit Aschaffenburg-Damm. Mit diesem Verein wurde er 1963 und 1964 deutscher Mannschaftsmeister.

## Internationale Erfolge
| Jahr | Platz | Wettbewerb          | Stil | Gewichtsklasse | |
| 1959 | 1.    | Balkanspiele        | F    | Fliegen        | |
| 1961 | 3.    | WM in Yokohama      | GR   | Fliegen        | mit Siegen über Mohamed Osman el Sayed, Ägypten, Paul Neff, BRD u. Leslaw Kropp, Polen u. Niederlagen gegen Dumitru Pârvulescu, Rumänien u. Armais Sajadow, UdSSR |
| 1962 | 3.    | WM in Toledo (Ohio) | GR   | Fliegen        | mit Siegen über Nikola Dimitrow, Bulgarien, John Richard Wilson, USA u. Kōji Sakurama, Japan u. Niederlagen gegen Sergei Rybalko, UdSSR u. Ignazio Fabra, Italien |
| 1964 | 8.    | OS in Tokio         | GR   | Fliegen        | mit einem Sieg über Ahmad Khoshoi, Iran, einem Unentschieden gegen Shin Sang-Shik, Südkorea u. einer Niederlage gegen Maurice Mewis, Belgien                      |

Erläuterungen
- F = freier Stil, GR u. Greco = griechisch-römischer Stil
- OS = Olympische Spiele, WM = Weltmeisterschaft
- Fliegengewicht, damals bis 52 kg Körpergewicht